# Golgota Polska. Artyści polscy Janowi Pawłowi II w hołdzie
Golgota Polska. Artyści polscy Janowi Pawłowi II w hołdzie − ostatni piąty album serii "Artyści polscy Janowi Pawłowi II w hołdzie" zawierający pieśni z muzyką Andrzeja Zaryckiego i Włodzimierza Korcza oraz tekstami Moniki Partyk wydany w 2010.
Szereg utworów stanowi oratorium o sensie cierpienia, śmierci, choroby, osamotnienia i odrzucenia człowieka na przykładzie Chrystusa.
Inspiracją do powstania utworów były obrazy Jerzego Dudy-Gracza zgromadzone w zbiorach jasnogórskich. Płyta jest ostatnią z cyklu wydawniczego Polskiego Radia i Stowarzyszenia Miłośników Muzyki Chrześcijańskiej Gospel.

## Lista utworów
| 1.  | "Piłat" | 4:24    |
|     | - Dorota Miśkiewicz, Beata Paluch, Marek Bałata, Grzegorz Wilk, Michał Sławecki, Piotr Kociniewski – śpiew                                  |         |
| 2.  | "Oto człowiek" | 3:40    |
|     | - Marek Bałata – śpiew |         |
| 3.  | "Trzy upadki" | 3:55    |
|     | - Grzegorz Wilk – śpiew |         |
| 4.  | "Matka" | 10:35   |
|     | - Beata Paluch – śpiew |         |
| 5.  | "Cyrenejczyk" | 4:30    |
|     | - Alicja Majewska, Marek Bałata – śpiew |         |
| 6.  | "Weronika" | 3:40    |
|     | - Michał Sławecki, Piotr Kociniewski – śpiew                                                                                                |         |
| 7.  | "Płaczące kobiety" | 4:59    |
|     | - Alicja Majewska – śpiew |         |
| 8.  | "Obnażanie" | 3:23    |
|     | - Beata Paluch, Grzegorz Wilk – śpiew |         |
| 9.  | "Krzyżowanie" | 5:39    |
|     | - Dorota Miśkiewicz – śpiew |         |
| 10. | "Umieranie" | 7:07    |
|     | - Michał Sławecki, Piotr Kociniewski – śpiew                                                                                                |         |
| 11. | "Pieta" | 2:37    |
|     | - Cappella Gedanensis – wykonanie |         |
| 12. | "Grób" | 6:04    |
|     | - Piotr Cugowski – śpiew |         |
| 13. | "Zmartwychwstanie, wniebowstąpienie" | 6:00    |
|     | - Dorota Miśkiewicz, Piotr Cugowski – śpiew                                                                                                 |         |
| 14. | "Galilea" | 6:46    |
|     | - Alicja Majewska, Dorota Miśkiewicz, Beata Paluch, Marek Bałata, Piotr Cugowski, Grzegorz Wilk, Michał Sławecki, Piotr Kociniewski – śpiew |         |
|     | | 1:13:19 |
|     | |         |